# Плеханов, Алексей Николаевич
Алексей Николаевич Плеханов — советский государственный и партийный деятель, первый секретарь Вологодского городского комитета КПСС (1987—1990).
Родился 18 января 1945 года в городе Тирасполь (Молдавская ССР).
После окончания Великоустюгского речного училища (штурман-механик) — на судах «река — море» рулевой—моторист, второй штурман, второй помощник механика, капитан—дублёр, второй помощник механика, капитан, первый помощник механика.
Затем там же, в Великом Устюге, на комсомольской и партийной работе (секретарь комитета комсомола Великоустюжского судостроительно-судоремонтного завода, первый секретарь горкома ВЛКСМ, зав. отделом горкома КПСС).
Окончил Высшую партийную школу при ЦК КПСС. В 1974—1980 гг. председатель Великоустюгского горисполкома. В 1980—1981 гг. зам. директора Великоустюгского судостроительно-судоремонтного завода.
С 1981 года первый заместитель председателя, в 1984—1987 гг. председатель Вологодского горисполкома. В 1987—1990 гг. первый секретарь Вологодского городского комитета КПСС.
С 1996 по 2005 год заместитель главы администрации Вологодской области, первый заместитель губернатора Вологодской области.
Награждён орденами «Знак Почёта» (1986), Дружбы (2001), нагрудным знаком «Почетный работник транспорта России» (2000). Почётный работник текстильной и легкой промышленности (2004), почётный работник лесной промышленности (2005).
Умер 6 июня 2022 года.